# Campeonato Chileno de Futebol de 1941
O Campeonato Chileno de Futebol de 1941 (oficialmente Campeonato de la División de Honor de la Liga Profesional de Football de Santiago) foi a 9ª edição do campeonato do futebol do Chile. Os clubes jogavam em turno e returno. Não houve rebaixamento pois a Serie B Profesional de Chile foi desmantelada. Somente em 1943 seria refeita como División de Honor Amateur, que, como o nome indica, não era profissional, mas também é um campeonato de segunda divisão predecessor do Campeonato Chileno de Futebol - Segunda Divisão.

## Participantes
| Equipe                                        | Cidade        | Região                | No ano anterior | Estádio                       | Capacidade | Títulos                    | Participações |
| --------------------------------------------- | ------------- | --------------------- | --------------- | ----------------------------- | ---------- | -------------------------- | ------------- |
| Audax Club Sportivo Italiano                  | La Florida    | Província de Santiago | Vice Campeão    | Estádio Santa Laura           | 22.375     | 1 (1936)                   | 9             |
| Club Social y Deportivo Colo-Colo             | Ñuñoa         | Província de Santiago | Quarto Lugar    | Campos de Sports de Ñuñoa     | 27.000     | 2 (1937, 1939)             | 9             |
| Club Deportivo Magallanes                     | Maipú         | Província de Santiago | Sexto Lugar     | Estádio de la Escuela Militar | ---        | 4 (1933, 1934, 1935, 1938) | 9             |
| Club de Deportes Badminton                    | Santiago      | Província de Santiago | Oitavo Lugar    | Estádio Carabineros           | 12.000     | 0 (não possui)             | 9             |
| Corporación Club de Deportes Santiago Morning | Independencia | Província de Santiago | Sétimo Lugar    | Estádio Santa Laura           | 22.375     | 0 (não possui)             | 6             |
| Club Universidad de Chile                     | Santiago      | Província de Santiago | Campeão         | Estádio Santa Laura           | 22.375     | 1 (1940)                   | 4             |
| Club de Deportes Green Cross                  | Santiago      | Província de Santiago | Quinto Lugar    | Estádio Carabineros           | 12.000     | 0 (não possui)             | 4             |
| Santiago National Juventus Football Club      | Independencia | Província de Santiago | Terceiro Lugar  | Cancha de la Chacra Bezanilla | ---        | 0 (não possui)             | 2             |
| Club Deportivo Universidad Católica           | Las Condes    | Província de Santiago | Nono Lugar      | Estádio Santa Laura           | 22.375     | 0 (não possui)             | 3             |
| Unión Española                                | Independencia | Província de Santiago | Décimo Lugar    | Estádio Santa Laura           | 22.375     | 0 (não possui)             | 8             |

## Campeão
| Campeão Chileno 1941                                          |
| ------------------------------------------------------------- |
| Club Social y Deportivo Colo-Colo (Ñuñoa) (3º título) Campeão |